# Augustin Mair
Augustin Mair, auch bekannt als Augustinus Marius, CRSA (* 1485 in Lehr bei Ulm; † 25. November 1543 in Würzburg) war ein deutscher römisch-katholischer Geistlicher und Weihbischof in Freising, Basel sowie in Würzburg. 

## Leben und Wirken

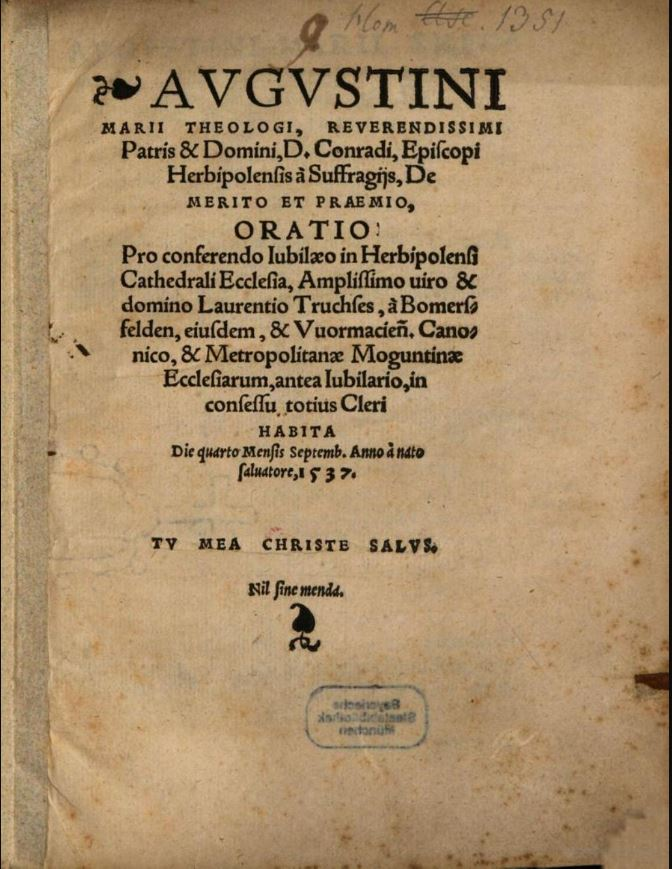
De Merito Et Praemio, Oratio, Werk von Augustinus Marius (1537)

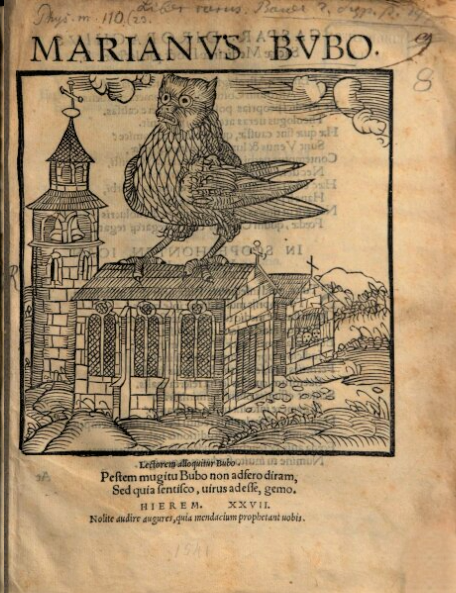
Marianus Bubo, Werk von Augustinus Marius (1541)

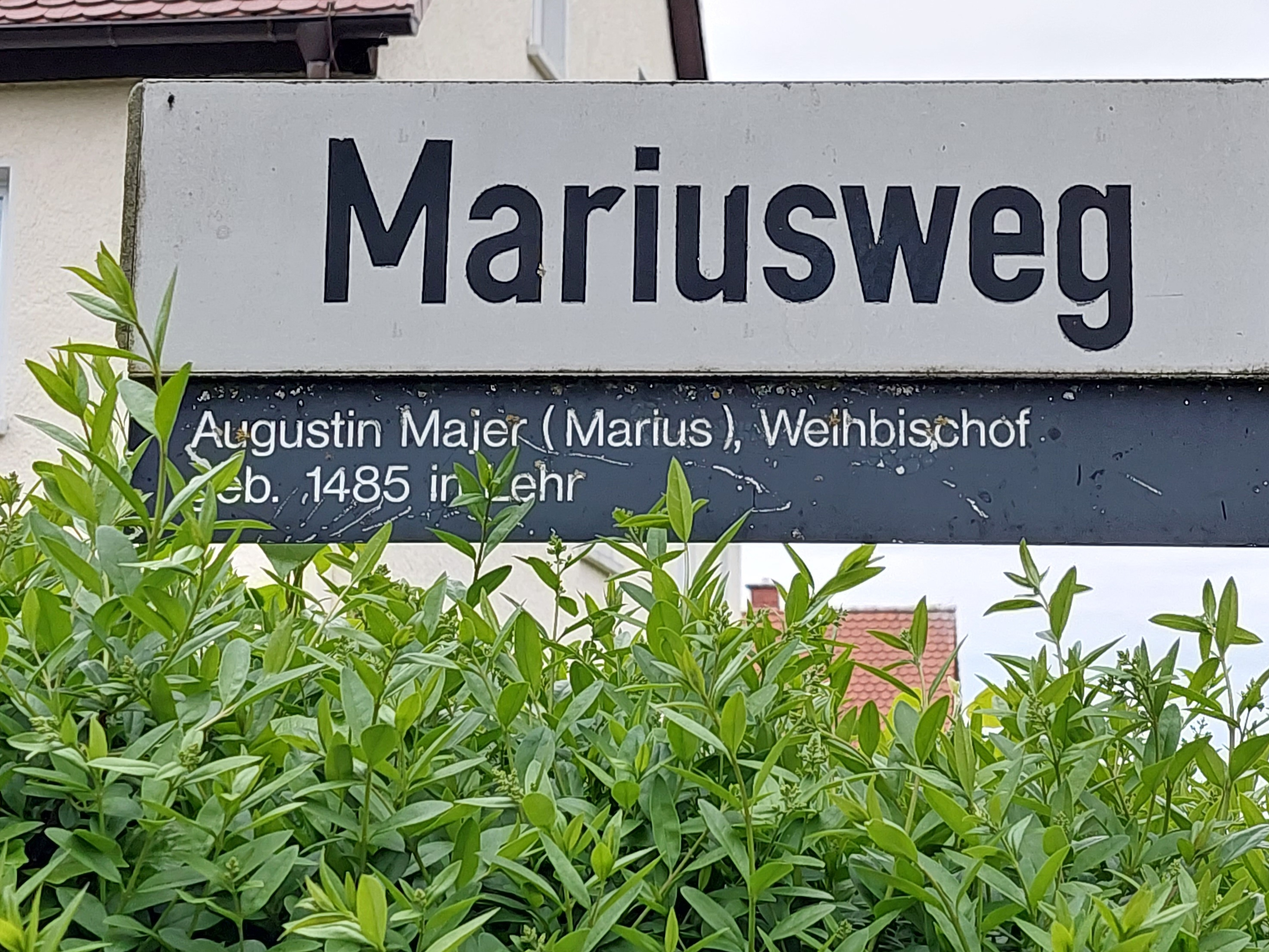
Straßenschild Mariusweg in seinem Geburtsort Lehr

Augustinus Mair, ein Sohn des Ulmer Ratsherrn Hans Mair († 1529) und dessen Ehefrau Margarethe Haifeler († 1530), trat im Alter von 17 Jahren im Jahr 1502 in das Ulmer Augustiner-Chorherren-Stift Wengen ein. Ab 1513 studiert er an der Universität Wien Theologie. Nach seiner Promotion zum Doktor der Theologie im Jahre 1520 in Pavia kehrte er nach Wien zurück und wurde dort 1521 zum Dekan der Katholisch-Theologischen Fakultät der Universität gewählt.
Nachdem er im selben Jahr für seinen Orden zum Priester geweiht worden war, ging er im Sommer 1521 als Domprediger in Regensburg. 
Im Februar 1522 wurde er nach Freising berufen. Dort wurde er am 8. Juni 1523 zum Weihbischof von Freising und zum Titularbischof von Salona ernannt. Am 13. Dezember 1523 folgte seine Weihe zum Titularbischof von Salona.
1526 ging Augustinus Marius als Domprediger nach Basel. Im März 1527 dort zum Weihbischof ernannt, versuchte er in Basel, den alten Glauben gegenüber reformatorischen Bestrebungen zu verteidigen. So griff er als Wortführer der altkirchlichen Minderheit in den Streit um den Charakter des Messopfers und in den Wiedertäuferstreit ein, setzte sich dabei unter anderem mit dem Anführer der neugläubigen Mehrheit, Johannes Oekolampad, auseinander. Nachdem er sich wegen der Tumulte zu Beginn des Jahres 1529 in Basel nicht mehr sicher fühlte, übersiedelte er für kurze Zeit nach Freiburg im Breisgau. 
Wenige Monate später wurde er im Mai 1529 vom Würzburger Fürstbischof Konrad II. von Thüngen als Domprediger nach Würzburg berufen. Im Folgejahr begleitete er den Bischof zum Augsburger Reichstag und war dort an der Ausarbeitung der Confutatio Augustana – einer Widerlegung der reformatorischen Confessio Augustana von römisch-katholischer Seite – beteiligt. Im Oktober 1536 wurde Augustinus Marius zum Weihbischof in Würzburg ernannt. Bei der Bischofsweihe von Bischof Michael Helding war er 1538 der Hauptmitkonsekrator.
Augustinus Marius starb am 25. November 1543 im Alter von 58 Jahren in Würzburg.

## Würdigung und Gedenken
In der von Joachim Birkner 1930 verfassten theologischen Dissertation über Augustinus Marius’ Leben wird er als „unruhiger Mann in einer unruhigen Zeit“ bezeichnet. Er „hinterließ im oberdeutschen Raum vielfältige Spuren frühen altkirchlichen Widerstandes gegen die Reformation“.
In seinem Geburtsort Lehr, heute ein Stadtteil von Ulm, ist der Mariusweg nach ihm benannt.

## Schriften (Auswahl)
- Eyngelegte schrifft so uff anmutu[n]g eins Ersame[n] Ratß zu Basel im 1527. iar wider Karlin N. Widerteuffer D. Augustinus Marius Wihbischoff überantwort hat: belangent den Kinder tauff, Die Oberkeit, Das Eidschweren, Die menschlichen leren. Basel 1528.
- Wiederaufhebung der wahrhaftigen Grunden, so Augustinus Marius einem ehrsamen Rat uberantwort hat. Flugschrift, Basel 1928.
- De Merito Et Praemio, Oratio. Wolrab, 1537. (Latein, Volltext, Digitalisat)
- Marianus Bubo. Buch, 12 Blätter, 1541 (Latein, Volltext, Digitalisat)